# 케빈 캠벨
케빈 조지프 캠벨(Kevin Joseph Campbell, 1970년 2월 4일~2024년 6월 15일)은 잉글랜드의 축구 선수이다. 포지션은 공격수를 맡았다.
1988년 아스널에 입단하면서 데뷔했으며 레이턴 오리엔트와 레스터 시티, 노팅엄 포리스트, 트라브존스포르, 에버턴, 웨스트 브로미치 앨비언, 카디프 시티 소속으로 뛰었다.